# Kleinbrösern
Kleinbrösern, obersorbisch Přezdrěnkⓘ, ist ein Weiler im Nordosten des sächsischen Landkreises Bautzen. Es zählt zur Oberlausitz und gehört zum Ortsteil Großbrösern in der Gemeinde Radibor. Der Ort liegt im offiziellen sorbischen Siedlungsgebiet.

## Geschichte
Die erste urkundliche Erwähnung von Kleinbrösern erfolgte im Jahr 1419 zusammen mit Großbrösern als Breßen koßmanni. Der Ortsname beschreibt eine Rodungssiedlung (von prez ‚durch‘ und drěn ‚durchgebrochen, durchgerissen‘). 1658 lautete die Schreibweise des Ortsnamens Klein Bresern und 1791 Klein Broͤßern. Kleinbrösern war wie auch Großbrösern dem Rittergut Milkwitz unterstellt und gehörte zunächst zu Gödaer Kirchengemeinde. 1809 wurde Kleinbrösern nach Neschwitz umgepfarrt.
Am 1. Januar 1973 wurde die Gemeinde Milkwitz mit Kleinbrösern nach Kleinwelka eingemeindet. Am 1. Oktober 1998 wurde Kleinbrösern aus der Gemeinde Kleinwelka in die Gemeinde Radibor umgegliedert.

## Einwohnerentwicklung
| Datum | Einwohner |
| ----- | --------- |
| 1834  | 16        |
| 1871  | 13        |
| 1890  | 27        |
| 2010  | 9         |

Laut amtlicher sächsischer Volkszählung 1875 hatte Kleinbrösern damals 12 Einwohner, die ausnahmslos Sorben waren.